# Alex Král
Alex Král (* 19. května 1998 Košice) je český profesionální fotbalista, který hraje na pozici defensivního záložníka za španělský klub RCD Espanyol, kde je na hostování z Unionu Berlín, a za český národní tým.

## Klubová kariéra
Král se narodil na Slovensku, ale v dětství se jeho rodina přestěhovala do brněnských Štýřic. Je odchovancem místního klubu SK Moravská Slavia Brno, pak hrál za mládežnické týmy Zbrojovky Brno a pražské Slavie.

### Teplice
V únoru 2017 přestoupil do českého prvoligového klubu FK Teplice. Svého debutu v české nejvyšší soutěži se dočkal 7. května, kdy nastoupil do závěru utkání proti Hradci Králové. V posledních dvou kolech sezony 2016/17 jej trenér Daniel Šmejkal vybral do základní sestavy v zápasech proti Jablonci a pražské Dukle.
Mládežnický reprezentant nastupoval v sezoně 2017/18 pravidelně v základní sestavě Teplic, a to převážně na pozici středního obránce. Dne 19. září 2017 zaznamenal svůj první gól v dospělém fotbale, a to při výhře 4:3 nad Táborskem ve třetím kole českého poháru. 30. března 2018 vstřelil svůj první gól v HET Lize, a to při výhře 2:1 nad Fastavem Zlín. Dohromady v sezoně 2017/18 nastoupil Král do 26 soutěžních utkání, vstřelil 2 góly a přidal 2 asistence. V létě 2018 měl zájem o Krále francouzský klub Girondins de Bordeaux, mládežnický reprezentant se ale rozhodl pokračovat v české lize.
O své místo v základní sestavě Král nepřišel ani po zářijové změně trenéra, na lavičce Teplic nahradil Šmejkala Stanislav Hejkal. V podzimní části sezony patřil Král ke klíčovým hráčům týmu, nastoupil do 19 utkání a asistoval na 3 branky.

### Slavia Praha
V lednu 2019 se vrátil zpátky do pražské Slavie, kde vyměnil původní pozici stopera za střed zálohy. V dresu Slavie debutoval 9. února, kdy nastoupil do závěru utkání proti Teplicím. O pět dní později si také odbyl svůj debut v pohárové Evropě, odehrál posledních 15 minut utkání šestnáctifinále Evropské ligy proti KRC Genk. Následně se Král probojoval do základní sestavy trenéra Jindřicha Trpišovského a pravidelně nastupoval ve všech soutěžích. 7. března vstřelil svůj první gól ve svém novém angažmá, a to při remíze 2:2 na půdě španělské Sevilly v osmifinále Evropské ligy. Král odehrál také vítěznou domácí odvetu a nastoupil do obou čtvrtfinálových duelů s londýnskou Chelsea. V březnu byl Král poprvé v kariéře nominován do české reprezentace. Dne 22. května 2019 nastoupil do finále českého poháru proti Baníku Ostrava, v 78. minutě asistoval na branku Lukáše Masopusta a podílel se na výhře 2:0. Se Slavií rovněž zvítězil v domácí ligové soutěži. Dohromady v jarní části sezony 2018/19 nastoupil do 21 utkání.
Před začátkem sezóny byl Král společně s Adamem Hložkem zařazen na seznam 50 největších talentů evropského fotbalu podle UEFA. Dne 6. července 2019 nastoupil do utkání česko-slovenského superpoháru proti Spartaku Trnava a asistencí pomohl k výhře 3:0. Na začátku sezony 2019/20 nastupoval Král pravidelně, odehrál obě utkání čtvrtého předkola Ligy mistrů proti CFR Kluž a svým výkonem pomohl k postupu do základní fáze soutěže. V dresu Slavie odehrál Král dohromady 30 utkání, vstřelil 1 branku a přidal 3 asistence.

### Spartak Moskva
V září 2019 přestoupil Král za částku 310 milionů korun jako druhý nejdražší hráč historie z české ligy do Spartaku Moskva. Svůj debut si odbyl 14. září 2019 při prohře 1:2 s Uralem. Král se ihned stal stabilním členem základní sestavy a o místo nepřišel ani po příchodu nového trenéra Domenica Tedesca. Ve své první sezoně v zahraničí odehrál Král 23 soutěžních utkání a pomohl Spartaku k postupu do semifinále ruského poháru.
Král patřil ke klíčovým hráčům Spartaku Moskva i v sezoně 2020/21. Nastoupil do 30 zápasů a se Spartakem skončil v ruské nejvyšší soutěži na konečném druhém místě. V létě 2021 si zahrál na závěrečném turnaji EURO 2020.
Jako stabilní člen základní sestavy moskevského klubu odehrál Král i oba duely třetího předkola Ligy mistrů proti portugalské Benfice (dvě prohry 0:2).

#### West Ham United (hostování)
Dne 31. srpna 2021 odešel Král na roční hostování s opcí do londýnského West Hamu United. Svého debutu se dočkal 22. září, kdy odehrál celé utkání třetího kola EFL Cupu proti Manchesteru United. V základní sestavě West Hamu se objevil i 9. prosince při prohře 0:1 s Dinamem Záhřeb v utkání základní skupiny Evropské ligy. V anglické nejvyšší soutěži debutoval 28. prosince 2021, kdy nastoupil do závěru utkání proti Watfordu. Jednalo se o jeho jediný start v Premier League. V jarní části sezony nastoupil Král pouze do utkání čtvrtého kola FA Cupu proti Kidderminsteru. V průběhu celé sezony 2021/22 odehrál Král pouze šest soutěžních zápasů. Londýnský klub podle očekávání neuplatnil opci na trvalý přestup.

### Schalke 04
Dne 14. července 2022 odešel Král na roční hostování do německého týmu Schalke 04. Na základě povolení FIFA přerušil smlouvu se Spartakem Moskva. V německé Bundeslize Král debutoval 7. srpna při prohře 1:3 s 1. FC Köln. Král se ihned stal stabilním členem základní sestavy Schalke. V sezoně 2022/23 odehrál dohromady 31 utkání, nicméně sestupu Schalke do druhé ligy zabránit nedokázal.

### Union Berlín
V létě 2023 zamířil Král na roční hostování s opcí do jiného německého klubu, a to do Unionu Berlín. V novém angažmá debutoval 20. srpna 2023, kdy odehrál celé ligové utkání proti Mainzu. 20. září nastoupil v základní sestavě Unionu Berlín při prohře 0:1 na půdě Realu Madrid v utkání základní skupiny Ligy mistrů. 12. prosince vstřelil svůj první gól ve svém novém angažmá, a to při domácí prohře 2:3 právě s Realem Madrid v odvetném utkání. Pod švýcarským trenérem Ursem Fischerem pravidelně nastupoval v základní sestavě. Po příchodu nového trenéra Nenada Bjelicy ale o místo přišel a v průběhu jarní části sezony nastupoval převážně jako střídající hráč. Dohromady Král nastoupil do 32 soutěžních utkání, vstřelil jeden gól a přidal jednu asistenci.
Dne 1. července 2024 se stal Král oficiálně hráčem Unionu, se kterým podepsal smlouvu jako volný hráč po ukončení angažmá s ruským Spartakem Moskva.

#### Espanyol (hostování)
Dne 7. srpna 2024 odešel Král na roční hostování do španělského klubu RCD Espanyol. Ve španělské La Lize Král debutoval v utkání prvního kola proti Realu Valladolid. V průběhu podzimní části sezony se Král stal stabilním členem základní sestavy Espanyolu.

## Reprezentační kariéra
Král mezi lety 2014 a 2018 nastoupil do 63 utkání v dresu českých mládežnických reprezentací, v nichž vstřelil 4 branky. V roce 2015 si zahrál na mistrovství Evropy hráčů do 17 let. S českou reprezentací do 19 let postoupil do semifinále mistrovství Evropy hráčů do 19 let v roce 2017. Za své výkony na turnaji byl odměněn nominací do all-stars týmu turnaje.
V české seniorské reprezentaci debutoval 26. března 2019 v Praze v přátelském utkání proti brazilské reprezentaci, které Češi prohráli 1:3. V průběhu roku 2019 se Král stal stabilním členem reprezentačního týmu. 14. října vstřelil svůj první reprezentační gól, a to při prohře 2:3 v přátelském utkání se Severním Irskem. 14. listopadu zaznamenal i svůj první soutěžní gól při výhře 2:1 nad Kosovem v kvalifikaci na EURO 2020.
V březnu 2021 byl nominován na utkání zahajující kvalifikaci na MS 2022. Kvůli zranění z utkání ruské ligy proti Uralu Jekatěrinburg ale z nominace vypadl. V červnu 2021 byl nominován trenérem Jaroslavem Šilhavým na závěrečný turnaj EURO 2020. Na turnaji nastoupil do všech tří utkání v základní skupině, jako střídající hráč pak odehrál i závěr osmifinále proti Nizozemsku. Do čtvrtfinálového duelu proti Dánsku (prohra 1:2) Král nenastoupil.
V létě 2024 nebyl novým trenérem Ivanem Haškem nominován na závěrečný turnaj EURO 2024 a do reprezentace se vrátil až v září 2024, kdy nastoupil do utkání Ligy národů proti Gruzii a Ukrajině.

## Styl hry
Je univerzálním hráčem, který zvládá na vysoké úrovni obrannou i útočnou činnost.